# کورسل (بلژیک)
شهر کورسل (به فرانسوی: Courcelles) در شهرستان شرلروآ  در استان انو  در منطقه فدرال والوون در کشور بلژیک واقع شده‌است.

## نگارخانه

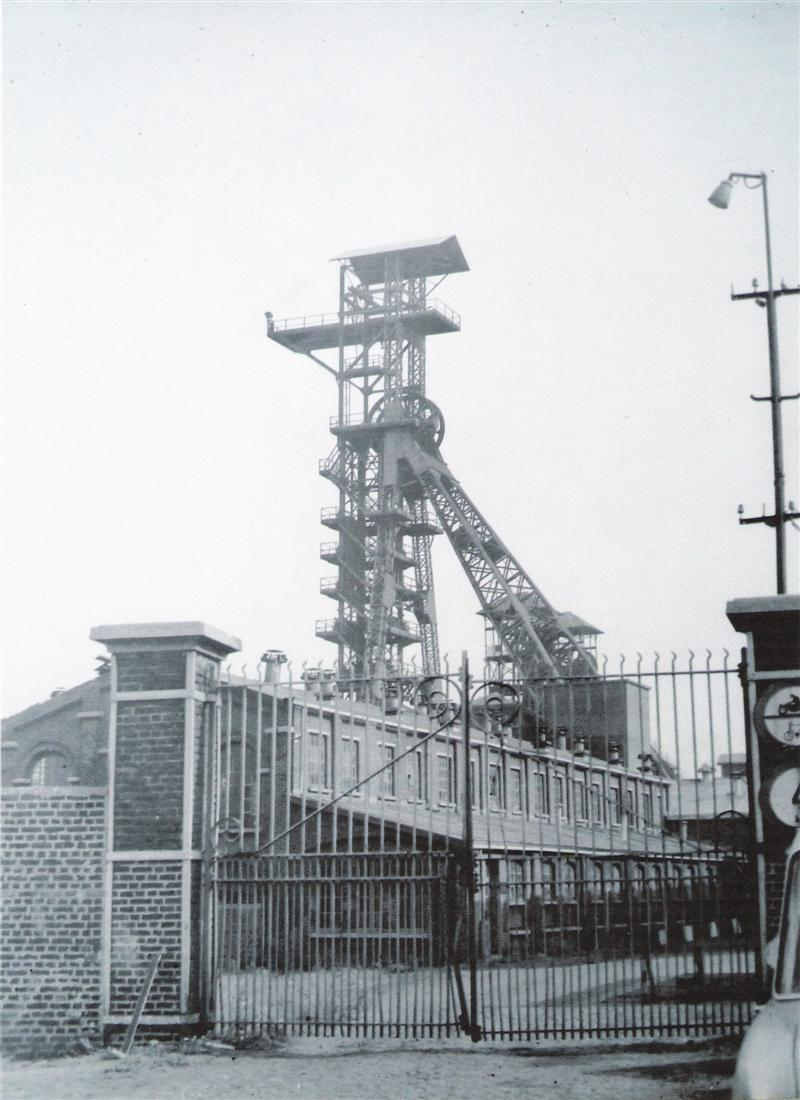